# Вата, Эдди
Эдди Вата (англ. Eddy Wata) (род. 3 марта 1974 года, Калабрия) — нигерийский певец.

## Биография
Мать из Нигерии, а отец родом с Ямайки.
Популярность к Эдди Вата пришла в 2004 году в Италии хитами «La Bomba» и «Jam». 
Летом 2008 года, после небольшого перерыва, именуемый «королём регги», он вернулся с песней «I love my people», трек которой был выпущен в 16 странах и стал абсолютным хитом во Франции, Испании, Канаде, Бразилии, Польше, Румынии, России, Болгарии, Турции, Греции, Финляндии и Израиле.
В течение 2008 года он записал несколько треков, этого было достаточно, чтобы скомпоновать их в альбом. После встречи между его менеджерами и DYI, Эдди записывает «The Light». Несмотря на то, что это оказался не самый сильный трек из созданных им, Вата сохранил темпы, достигнутые с «I love my people».
В начале 2009 года Эдди Ваты совершил турне по клубам и сценам Румынии, Испании, Франции, Греции, Болгарии, Польши, Израиля и Турции.
Летом 2009 года вышел третий сингл Вата «My Dream», который был лицензирован в Румынии, Болгарии, Сербии, Турции, Польше, Израиле, России, Финляндии, Бразилии, Испании, Украине, Греции и Южной Америке, Германии, Австрии, Австралии. 
Также в 2009 году он выступил на Hity Na Csazie Festival в Польше, и его выступление там увенчалось успехом, после чего он обрёл славу в большинстве стран Восточной Европы.
Зимой 2009/10 года Эдди гастролировал со своим новейшим синглом «I like The Way». Сначала композиция не имела успеха, но впоследствии «I Like The Way» стал его большим хитом и попадал в 10-ки лучших песен в не менее чем 20 странах мира. А Эдди вернулся в студию и записал новый трек «I Wanna Dance». Он снял клип к песне, а спустя некоторое время снял видео и к более раннему «I Like The Way».
В 2010/2011 Эдди дал более 100 концертов в Румынии, Израиле, Ливане, Словакии, России, Азербайджане, Турции, Норвегии, Польше, Испании, Болгарии, Греции, на Кипре. Это был ошеломляющий результат, но, с другой стороны, это создавало много проблем, потому что Эдди не мог выкроить время для работы в студии.
В середине лета 2011 года планируется выход очередного сингла Эдди Вата.

## Треки
- Jam (2003) — Завоевал 16-е место во французском Топ 40 лучших песен
- A Silvia (feat. Gabry Ponte) (2004)
- Asperger (2004)
- In Your Mind (2004) — Занял 34-е место во французском Топ 40 лучших песен
- La Bomba (2005) — Занял 10-е место в финском Топ 100 лучших песен
- What a Boy (2006)
- I Love My People (2008) — Завоевал 1-е место в румынском Топ 100 лучших песен[1]
- The Light (2008)
- My Dream (2009)
- I Like The Way (2010)
- I Wanna Dance (2010)
- Señorita (2011)